# Verkhoyansk
Verkhoyansk (tiếng Nga: Верхоянск; IPA: [vʲɪrxɐˈjansk]; tiếng Yakut: Верхоянскай, Verkhoyanskay) là một thị trấn thuộc huyện Verkhoyansky của Cộng hòa Sakha, Nga. Nằm trên sông Yana gần Vòng Bắc Cực, cách Batagay, trung tâm hành chính của huyện 92 km (57 dặm) về phía bắc Yakutsk, thủ phủ của nước cộng hòa. Theo điều tra dân số năm 2010, dân số thị trấn là 1.311 người. Thị trấn giữ kỷ lục thế giới Guinness là nơi có biên độ nhiệt trong năm lớn nhất trên Trái Đất: 105 °C (189 °F).

## Lịch sử
Cossack đã thành lập một pháo đài ở khu vực này vào năm 1638, cách khoảng 90 km (56 dặm) về phía tây nam của thị trấn hiện đại. Tên của pháo đài là "Verkhoyansky", tạm dịch từ tiếng Nga là "thị trấn trên Thượng Yana", xuất phát từ vị trí địa lý của nó trên thượng nguồn của sông Yana. Năm 1775, nó được chuyển đến bờ trái của sông Yana để tạo điều kiện thu thuế. Nơi này đã được cấp tình trạng thị trấn vào năm 1817. Giữa những năm 1860 và 1917, thị trấn là nơi lưu đày những tù nhân chính trị, với một số người bị lưu đày nổi bật bao gồm nhà văn Ba Lan Wacław Sieroszewski, cũng như các nhà cách mạng Bolshevik Ivan Babushkin và Viktor Nogin.

## Tình trạng hành chính và thành phố
Là một địa phương có người ở, Verkhoyansk được phân loại là một thị trấn thuộc quyền tài phán của huyện. Trong khuôn khổ của các bộ phận hành chính, nó được hợp nhất trong huyện Verkhoyansky với tư cách là thị trấn Verkhoyansk. Là một bộ phận của thành phố, thị trấn Verkhoyansk được hợp nhất trong Khu đô thị Verkhoyansky với tư cách là Khu định cư đô thị Verkhoyansk.

## Kinh tế và cơ sở hạ tầng
Thị trấn có một cảng sông, một sân bay, một kho thu gom lông thú, và trung tâm của một khu vực nuôi tuần lộc. Đây cũng là nơi có bảo tàng kỷ niệm Cực giá lạnh.
Thị trấn này là một trong những địa điểm xa xôi hẻo lánh nhất khu vực Siberia có người sinh sống. Khác với Oymyakon thu hút du khách hơn vì gần tuyến đường bộ thì Verkhoyansk không có đường nào tốt để di chuyển đến ngoại trừ đường hàng không. Vào mùa đông, khi toàn bộ khu vực bị tuyết bao phủ, người ta chỉ có thể tới Verkhoyansk bằng cách đi theo hướng dòng chảy của dòng sông Yana (khi đó cũng đang bị đóng băng), đi trên những đầm lầy đóng băng. Vào mùa hè khi nước sông tan chảy và các đầm lầy cũng tan tuyết, cách duy nhất tới Verkhoyansk là đi bằng máy bay trực thăng.

## Khí hậu
Verkhoyansk đáng chú ý chủ yếu vì nhiệt độ mùa đông đặc biệt thấp và kỷ lục chênh lệch nhiệt độ lớn nhất trên Trái Đất giữa mùa hè và mùa đông. Nhiệt độ trung bình hàng tháng dao động từ −45,4 °C (49,7 °F) vào tháng 1 đến +16,5 °C (61,7 °F) vào tháng 7. Nhiệt độ trung bình hàng tháng dưới mức đóng băng từ tháng 10 đến tháng 4 và vượt quá 10 °C (50 °F) từ tháng 6 đến tháng 8, với các tháng xen kẽ của tháng 5 và tháng 9 tạo thành các mùa chuyển tiếp rất ngắn. Mặc dù nằm trong vòng Bắc Cực, Verkhoyansk có khí hậu cận cực khắc nghiệt (phân loại khí hậu Köppen: Dfd) kéo dài phần lớn trong năm bởi xoáy nghịch cao. Điều này có tác dụng cắt đứt khu vực này khỏi ảnh hưởng ấm lên trong mùa đông và cùng với việc thiếu mây che phủ dẫn đến tổn thất nhiệt lớn trong những tháng lạnh hơn.
Verkhoyansk là một trong những nơi được coi là Cực giá lạnh ở Bắc bán cầu, đang cạnh tranh cùng một thị trấn khác là Oymyakon, nằm cách 629 km (391 dặm) bằng đường hàng không. Nhiệt độ thấp nhất từng được ghi nhận ở đây vào tháng 2 năm 1892, là −67,6 °C (89,7 °F), được ghi nhận vào ngày 5 và 7 tháng 2. Khi ấy nó được xem là nhiệt độ lạnh nhất được ghi nhận chính thức ở Bắc bán cầu. Tuy nhiên, vào ngày 6 tháng 2 năm 1933, nhiệt độ tại Oymyakon đã đạt −67,7 °C (−89,9 °F), chỉ vượt quá kỷ lục của Verkhoyansk một chút. Chỉ có Nam Cực mới ghi nhận nhiệt độ thấp hơn Oymyakon hoặc Verkhoyansk: nhiệt độ thấp nhất được ghi trực tiếp ở mặt đất là −89,2 °C (−128,6 °F), được ghi nhận tại Trạm Vostok ở Nam Cực vào ngày 21 tháng 7 năm 1983; và nhiệt độ −93,2 °C (35135,8 °F) đã được ghi lại qua các quan sát vệ tinh tại cao nguyên Đông Nam Cực ở Châu Nam Cực vào ngày 10 tháng 8 năm 2010.
Ở khu vực này, sự đảo ngược nhiệt độ liên tục hình thành vào mùa đông do không khí cực kỳ lạnh và dày đặc của áp cao Siberia hội tụ trong các thung lũng sâu, do đó nhiệt độ tăng thay vì giảm khi độ cao tăng lên. Ở Verkhoyansk đôi khi nhiệt độ tối thiểu trung bình cho tháng 1, tháng 2 và tháng 12 vẫn dưới −50 °C (−58 °F). Oymyakon và Verkhoyansk là hai nơi duy nhất có dân cư sinh sống trên thế giới khi nhiệt độ xuống dưới −60,0 °C (−76,0 °F) mỗi ngày trong tháng 1.
Vào tháng 6, tháng 7 và tháng 8, nhiệt độ ban ngày trên +30 °C (86 °F) không phải là hiếm. Tháng ấm nhất được ghi nhận là tháng 7 năm 2001, ở mức +21,9 °C (71,4 °F). Nhiệt độ trung bình hàng năm cho Verkhoyansk là −14,5 °C (5,9 °F). Vào ngày 25 tháng 7 năm 1988, Verkhoyansk ghi nhận nhiệt độ +37,3 °C (99,1 °F), mang lại biên độ nhiệt lên đến 105 °C (189 °F) dựa trên các hồ sơ đáng tin cậy, là biên độ nhiệt lớn nhất trên thế giới. Oymyakon và Yakutsk là những nơi khác duy nhất trên thế giới có biên độ nhiệt cao hơn 100 °C (180 °F). Verkhoyansk chưa bao giờ ghi nhận nhiệt độ trên mức đóng băng trong khoảng thời gian từ ngày 10 tháng 11 đến ngày 14 tháng 3.
Verkhoyansk có khí hậu khô với lượng mưa hoặc tuyết rơi ít: lượng mưa trung bình hàng năm là 180 milimét (7,1 in). Mặc dù không có tháng nào có thể được mô tả là thực sự ẩm ướt, nhưng có sự khác biệt mạnh mẽ theo mùa về lượng mưa, với mùa hè ẩm ướt hơn nhiều so với mùa đông. Lượng mưa mùa đông cực kỳ ít, phần lớn là do sự thống trị của áp cao Siberia vào thời điểm này trong năm.
| Dữ liệu khí hậu của Verkhoyansk                                  | Dữ liệu khí hậu của Verkhoyansk | Dữ liệu khí hậu của Verkhoyansk | Dữ liệu khí hậu của Verkhoyansk | Dữ liệu khí hậu của Verkhoyansk | Dữ liệu khí hậu của Verkhoyansk | Dữ liệu khí hậu của Verkhoyansk | Dữ liệu khí hậu của Verkhoyansk | Dữ liệu khí hậu của Verkhoyansk | Dữ liệu khí hậu của Verkhoyansk | Dữ liệu khí hậu của Verkhoyansk | Dữ liệu khí hậu của Verkhoyansk | Dữ liệu khí hậu của Verkhoyansk | Dữ liệu khí hậu của Verkhoyansk |
| Tháng                                                            | 1                               | 2                               | 3                               | 4                               | 5                               | 6                               | 7                               | 8                               | 9                               | 10                              | 11                              | 12                              | Năm                             |
| ---------------------------------------------------------------- | ------------------------------- | ------------------------------- | ------------------------------- | ------------------------------- | ------------------------------- | ------------------------------- | ------------------------------- | ------------------------------- | ------------------------------- | ------------------------------- | ------------------------------- | ------------------------------- | ------------------------------- |
| Cao kỉ lục °C (°F)                                               | −9.5 (14.9)                     | −0.3 (31.5)                     | 5.6 (42.1)                      | 14.3 (57.7)                     | 28.1 (82.6)                     | 34.0 (93.2)                     | 37.3 (99.1)                     | 33.7 (92.7)                     | 25.1 (77.2)                     | 14.5 (58.1)                     | 1.1 (34.0)                      | −5.3 (22.5)                     | 37.3 (99.1)                     |
| Trung bình ngày tối đa °C (°F)                                   | −42.4 (−44.3)                   | −36.7 (−34.1)                   | −19.3 (−2.7)                    | −3 (27)                         | 10.0 (50.0)                     | 20.0 (68.0)                     | 23.5 (74.3)                     | 18.6 (65.5)                     | 8.5 (47.3)                      | −9.1 (15.6)                     | −30.7 (−23.3)                   | −40.4 (−40.7)                   | −8.7 (16.3)                     |
| Trung bình ngày °C (°F)                                          | −45.4 (−49.7)                   | −41.8 (−43.2)                   | −29.5 (−21.1)                   | −12.4 (9.7)                     | 3.8 (38.8)                      | 13.4 (56.1)                     | 16.5 (61.7)                     | 11.5 (52.7)                     | 2.5 (36.5)                      | −14.5 (5.9)                     | −34.8 (−30.6)                   | −43.3 (−45.9)                   | −14.5 (5.9)                     |
| Tối thiểu trung bình ngày °C (°F)                                | −48.3 (−54.9)                   | −45.9 (−50.6)                   | −37.9 (−36.2)                   | −22.1 (−7.8)                    | −2.6 (27.3)                     | 6.7 (44.1)                      | 9.7 (49.5)                      | 5.1 (41.2)                      | −2.3 (27.9)                     | −18.9 (−2.0)                    | −38.2 (−36.8)                   | −46.4 (−51.5)                   | −20.1 (−4.2)                    |
| Thấp kỉ lục °C (°F)                                              | −67.6 (−89.7)                   | −67.6 (−89.7)                   | −60.3 (−76.5)                   | −57.2 (−71.0)                   | −34.2 (−29.6)                   | −7.9 (17.8)                     | −3.2 (26.2)                     | −9.9 (14.2)                     | −21.7 (−7.1)                    | −48.7 (−55.7)                   | −57.2 (−71.0)                   | −64.5 (−84.1)                   | −67.6 (−89.7)                   |
| Lượng Giáng thủy trung bình mm (inches)                          | 6 (0.2)                         | 6 (0.2)                         | 5 (0.2)                         | 5 (0.2)                         | 14 (0.6)                        | 27 (1.1)                        | 34 (1.3)                        | 34 (1.3)                        | 19 (0.7)                        | 11 (0.4)                        | 11 (0.4)                        | 8 (0.3)                         | 180 (7.1)                       |
| Số ngày giáng thủy trung bình (≥ 1.0 mm)                         | 2.3                             | 1.7                             | 1.5                             | 2.2                             | 3.6                             | 5.2                             | 6.5                             | 5.7                             | 4.0                             | 4.8                             | 3.5                             | 3.2                             | 44.2                            |
| Số ngày tuyết rơi trung bình                                     | 17                              | 15                              | 12                              | 8                               | 4                               | 0                               | 0                               | 0                               | 4                               | 17                              | 18                              | 16                              | 111                             |
| Độ ẩm tương đối trung bình (%)                                   | 74                              | 74                              | 69                              | 63                              | 58                              | 57                              | 61                              | 69                              | 74                              | 78                              | 77                              | 75                              | 73                              |
| Số giờ nắng trung bình tháng                                     | 6                               | 84                              | 219                             | 280                             | 309                             | 354                             | 327                             | 219                             | 132                             | 84                              | 26                              | 1                               | 2.041                           |
| Nguồn 1: Погода и Климат                                         |                                 |                                 |                                 |                                 |                                 |                                 |                                 |                                 |                                 |                                 |                                 |                                 |                                 |
| Nguồn 2: NOAA (precipitation days and sunshine hours, 1961-1990) |                                 |                                 |                                 |                                 |                                 |                                 |                                 |                                 |                                 |                                 |                                 |                                 |                                 |